# Tony Siragusa
Anthony Siragusa, più noto come Tony Siragusa (Kenilworth, 14 maggio 1967 – Dover Beaches South, 22 giugno 2022), è stato un giocatore di football americano, attore e imprenditore statunitense conosciuto anche col soprannome di Goose (in inglese: oca).

## Biografia

### Carriera sportiva
Ha giocato come defensive tackle per dodici anni nella National Football League con le squadre degli Indianapolis Colts e dei Baltimore Ravens. Siragusa ha fatto parte della difesa dei Baltimore Ravens nel 2000, anno in cui la squadra ottenne il record dei minor punti subiti nella stagione regolare della NFL. Insieme ai compagni di reparto, ha contribuito alla conquista del primo Super Bowl della squadra di Baltimora. Si è ritirato nella stagione successiva, ponendo fine a una carriera che lo aveva visto effettuare 562 placcaggi (di cui 416 compiuti da solo), 22 sack, cinque fumble forzati, nove fumble recuperati, ritornati per 12 yard, e 28 passaggi deviati in 170 partite. A fine carriera, pesava 154,2 chilogrammi per un'altezza di 1,92 metri. Il suo soprannome (Goose, oca) è dovuto al suono della parte finale del suo cognome.

### Carriera cinematografica e televisiva
Dopo il ritiro, ha avuto inizio la sua carriera come attore cinematografico e televisivo. È stato un inviato a bordo campo per la Fox Sports, durante le partite della NFL. Siragusa ha interpretato un mafioso russo (Kostya Novotny) nel film di Spike Lee La 25ª ora. È apparso, inoltre, in molti episodi della serie I Soprano, della rete statunitense HBO, nel ruolo della guardia del corpo Frankie Cortese. È stato co-conduttore del programma Man Caves del canale DIY Network.

### Altre attività
Siragusa fu un imprenditore nel campo della ristorazione: aprì quattro ristoranti nel New Jersey e un'azienda che produce carne di maiale per barbecue, la Goose's Ribs.

### Morte
Il 22 giugno 2022, Siragusa è morto nel sonno nella sua casa di Dover Beaches South, all'età di 55 anni.

## Palmarès
- Super Bowl : 1 Vincitore del Super Bowl XXXV